# 2087 Kochera
A 2087 Kochera (ideiglenes jelöléssel 1975 YC) a Naprendszer kisbolygóövében található aszteroida. Paul Wild fedezte fel 1975. december 28-án.